# 青山弘
青山 弘（あおやま ひろし、1960年1月15日 - ）は、日本の男性アニメーション演出家、アニメーション監督。北海道苫小牧市出身。
他に青山ひろし、青山ヒロシ名義もあり。河合夢男はペンネーム。
代表作に『ロケットガール』『秘密 〜The Revelation〜』『ウルヴァリン』など。

## 参加作品

### テレビアニメ
1981年
- 忍者ハットリくん（絵コンテ・演出）

1983年
- パーマン（絵コンテ）

1985年
- オバケのQ太郎（絵コンテ）

1987年
- エスパー魔美（絵コンテ）

1988年
- キテレツ大百科（絵コンテ）
- おそ松くん（絵コンテ・演出）

1989年
- チンプイ（絵コンテ）
- がきデカ（絵コンテ）
- パラソルヘンべえ（絵コンテ）
- GO! レスラー軍団（絵コンテ・演出）

1991年
- 21エモン（絵コンテ）
- おちゃめなふたご クレア学院物語（絵コンテ・演出）
- それいけ!アンパンマン（絵コンテ・演出）
- レポーター・ブルース（絵コンテ・演出）※日伊合作作品
- チエちゃん奮戦記 じゃりン子チエ（絵コンテ）

1992年
- 超電動ロボ 鉄人28号FX（絵コンテ・演出）
- クレヨンしんちゃん（絵コンテ）
- 風の中の少女 金髪のジェニー（絵コンテ）※青山ヒロシ名義

1993年
- カリメロ（絵コンテ）※青山ヒロシ名義

1994年
- おまかせスクラッパーズ（絵コンテ）
- モンタナ・ジョーンズ（絵コンテ・演出）

1995年
- あずきちゃん（絵コンテ・演出）

1996年
- 名犬ラッシー（絵コンテ）
- 爆走兄弟レッツ&ゴー!!（絵コンテ・演出）※青山ひろし名義

1997年
- こちら葛飾区亀有公園前派出所（絵コンテ）※青山ひろし名義
- 新・天地無用!（絵コンテ）※青山ヒロシ名義

1998年
- Bビーダマン爆外伝（絵コンテ）※青山ヒロシ名義
- MASTERキートン（絵コンテ・演出）※青山ヒロシ名義

1999年
- メン・イン・ブラック アニメーション・シリーズ （1999年 - 2001年、日本側演出）

2000年
- モンスターファーム 〜伝説への道〜（絵コンテ・演出）
- 陽だまりの樹（絵コンテ・演出）

2001年
- Cosmic Baton Girl コメットさん☆（絵コンテ）
- パチスロ貴族 銀（絵コンテ）

2002年
- 星のカービィ（絵コンテ）※河合夢男名義
- ちょびっツ（絵コンテ）※青山ひろし名義
- ドラゴンドライブ（絵コンテ）※河合夢男名義
- わがまま☆フェアリー ミルモでポン!（絵コンテ）※河合夢男名義

2003年
- 獣兵衛忍風帖 龍宝玉篇（絵コンテ）※河合夢男名義
- グリーングリーン（絵コンテ）※河合夢男名義
- カレイドスター（絵コンテ）
- ふたつのスピカ（絵コンテ）※'河合夢男名義
- テニスの王子様（絵コンテ）※河合夢男名義

2004年
- ポポロクロイス（絵コンテ）※河合夢男名義
- 宇宙交響詩メーテル 銀河鉄道999外伝（絵コンテ）※河合夢男名義
- わがまま☆フェアリー ミルモでポン! わんだほう（絵コンテ）※河合夢男名義
- MONSTER（絵コンテ・演出）
- 火の鳥（絵コンテ・演出）
- ブラック・ジャック（絵コンテ・演出）

2005年
- いちご100%（絵コンテ）※河合夢男名義
- 極上生徒会（絵コンテ）※河合夢男名義
- おねがいマイメロディ（絵コンテ）※河合夢男名義
- 闘牌伝説アカギ 〜闇に舞い降りた天才〜（絵コンテ）

2006年
- おねがいマイメロディ 〜くるくるシャッフル!〜（演出）※河合夢男名義

2007年
- ロケットガール（監督・絵コンテ）
- もやしもん（絵コンテ）
- 逆境無頼カイジ（絵コンテ）

2008年
- 秘密 〜The Revelation〜（監督・絵コンテ）
- 二十面相の娘（絵コンテ）

2009年
- スティッチ!（演出）
- 獣の奏者 エリン（絵コンテ）

2011年
- ウルヴァリン（監督・絵コンテ）

2012年
- 銀河へキックオフ!!（絵コンテ）
- もやしもん リターンズ（絵コンテ）
- エリアの騎士（絵コンテ）

2013年
- ちはやふる2（絵コンテ）
- サーバント×サービス（絵コンテ）
- ロウきゅーぶ!SS（絵コンテ）
- 恋物語（絵コンテ）

2014年
- はじめの一歩 Rising（絵コンテ）
- 悪魔のリドル（絵コンテ）
- 寄生獣 セイの格率（絵コンテ）

2015年
- 艦隊これくしょん -艦これ-（絵コンテ）
- クロスアンジュ 天使と竜の輪舞（演出）
- 魔法少女リリカルなのはViVid（演出 / ED絵コンテ・演出）
- ドラえもん（テレビ朝日版第2期）（絵コンテ）
- アクエリオンロゴス（絵コンテ）

2017年
- アクションヒロイン チアフルーツ（絵コンテ）
- マーベル フューチャー・アベンジャーズ（絵コンテ)
- 全职法师（監督）

2018年
- BEATLESS（絵コンテ）

2019年
- からくりサーカス（絵コンテ）
- ドメスティックな彼女（絵コンテ）
- ちはやふる3（絵コンテ）

2020年
- あひるの空（絵コンテ）
- ゾゾゾ ゾンビーくん（絵コンテ）

2021年
- プラチナエンド（絵コンテ）

2022年
- ドールズフロントライン（絵コンテ）
- 継母の連れ子が元カノだった（絵コンテ）

2023年
- アルスの巨獣（絵コンテ）

2025年
- 神統記（テオゴニア）（絵コンテ）
- ポケットモンスター（絵コンテ）

### 劇場アニメ
2025年
- 親鸞 人生の目的（監督）

### OVA
1991年
- おざなりダンジョン（監督）

1998年
- スクービー・ドゥーのゾンビ島（演出）

2010年
- 装甲騎兵ボトムズ 幻影篇（絵コンテ・演出）